# هندو
هندو به افرادی گفته می‌شود که از نظر فرهنگی، قومی یا مذهبی خود را بخشی از آیین باستانی هندوئیسم  می‌شمارند. هندوها هم اکنون اکثریت جمعیت را در هند، نپال، فیجی در اقیانوس آرام، موریس در اقیانوس هند و بالی در اندونزی و حدودی نیمی از جمعیت پادشاهی بوتان در هیمالیا، سری‌لانکا در اقیانوس هند و کشورهای گویان، سورینام و ترینیداد و توباگو در آمریکای جنوبی و منطقه هند غربی را تشکیل ‌می‌دهند.
معنای تاریخی اصطلاح هندو در طول تاریخ دچار تغییر و تحول شده‌است. این عنوان با ریشه فارسی و یونانی از منطقه رود سند (ایندوس) در هزاره نخست پیش از میلاد پدید آمد و به منطقه‌ای با ویژگی‌های جغرافیایی، قومی یا فرهنگی خاص گفته می‌شد که در شبه‌قاره هند و اطراف رود سند زندگی می‌کردند. پیش از سده ۱۶ میلادی، استفاده از این عنوان برای اشاره به آن دسته از ساکنان شبه‌قاره هند که ترک یا مسلمان نبودند، آغاز شد.

## جمعیت
امروزه هندوها با جمعیت بیش از ۱٫۰۳ میلیارد نفری، پس از مسیحیان و مسلمانان سومین گروه دینی اصلی دنیا را تشکیل می‌دهند. بر پایه سرشماری ۲۰۱۱، بخش عمده این جمعیت (حدود ۹۶۶ میلیون نفر) در کشور هند زندگی می‌کنند. پس از هند، ۹ کشور که بیشترین جمعیت هندوها را در خود جای داده‌اند، به ترتیب نزولی عبارتند از: نپال، بنگلادش، اندونزی، پاکستان، سری‌لانکا، ایالات متحده آمریکا، مالزی، بریتانیا و میانمار. این کشورها در مجموع ۹۹ درصد جمعیت هندوهای دنیا را در خود جای داده‌اند و دیگر کشورهای دنیا در سال ۲۰۱۰ در مجموع حدود ۶ میلیون هندو داشته‌اند.

پراکندگی پیروان هندوئیسم در کشورهای دنیا (برآورد ۲۰۱۰).

| منطقه       | جمعیت کل      | هندوها        | درصدر از کل |
| ----------- | ------------- | ------------- | ----------- |
| آفریقا      | ۸۸۵٬۱۰۳٬۵۴۲   | ۲٬۰۱۳٬۷۰۵     | ۰٫۲۳٪       |
| آسیا        | ۳٬۹۰۳٬۴۱۸٬۷۰۶ | ۱٬۰۱۴٬۳۴۸٬۴۱۲ | ۲۶٫۰۱٪      |
| اروپا       | ۷۲۸٬۵۷۱٬۷۰۳   | ۲٬۰۳۰٬۹۰۴     | ۰٫۲۸٪       |
| قاره آمریکا | ۸۸۳٬۱۹۷٬۷۵۰   | ۶٬۴۸۱٬۹۳۷     | ۰٫۲۸٪       |
| اقیانوسیه   | ۳۶٬۶۵۹٬۰۰۰    | ۶۱۶٬۰۰۰       | ۱٫۷۸٪       |

## کتاب‌های مقدس دین هندو
ادعیه و آیین‌های هندوان در مجموعه‌ای به نام وداها (Vedas) به معنای دانش، به زبان سانسکریت گرد آمده‌است و به آن شروتی (Sruti) یعنی وحی و الهام و علوم مقدس موروثی لقب می‌دهند. پژوهشگران تاریخ تصنیف وداها را بین ۱۴۰۰ تا ۱۰۰۰ ق.م. می‌دانند، و بر این اساس سال‌های ۱۵۰۰–۸۰۰ ق.م. را دوره ودایی می‌خوانند.
در آیین هندو چهار ودا وجود دارد که عبارتند از:
1. ریگ ودا (veda-Rig) یعنی ودای ستایش
2. یجور ودا (veda-Yajur) یعنی ودای قربانی
3. سام ودا (veda-Sama) یعنی ودای سرودها

۴. اتهرو ودا (veda-Atharva) یعنی ودای اتهروان (نام نویسنده این ودا)